# Capital social
En lo que se refiere al Derecho mercantil y la contabilidad, el capital social   es el importe monetario de una persona o un país, o el valor de los bienes que los socios de una sociedad (entendida esta como una empresa, conjunto de bienes, sea sociedad limitada, anónima, comanditaria o colectiva en sus diferentes versiones) le ceden a esta sin derecho de devolución y que queda contabilizado en una partida contable del mismo nombre. En otras palabras, el capital social se constituye con los aportes iniciales de los socios, dinerarios o no dinerarios, para que la sociedad desarrolle los negocios que constituyen su objeto social.
Lo que identifica los derechos de los socios según su participación y, asimismo, cumple una función de garantía frente a terceros dado que constituye punto de referencia para exigir la efectiva aportación patrimonial a la sociedad y la retención del patrimonio existente hasta cubrir la cifra del capital social repartiendo entre los socios la diferencia restante de los beneficios de la sociedad. Es una cifra estable, a diferencia del patrimonio social, cuya cifra variará según el buen funcionamiento de la compañía mercantil. En caso de sucesivos resultados negativos puede que se vea afectada, considerando excepcionalmente la quiebra, cuando el patrimonio social es negativo y por lo tanto no hay recursos suficientes en la empresa para poder atender sus obligaciones ante terceros.
El capital social es un recurso pasivo que representa una deuda de la sociedad frente a los socios originada por los aportes que estos realizaron para el desarrollo de las actividades económicas contempladas en el objeto social. Esta cifra permanece invariable, salvo que se cumplan los procedimientos jurídicos establecidos para aumentar esta cifra o disminuirla. 

### Diferencia entre capital social y patrimonio
En el lenguaje coloquial, el término "capital" o "un capital" significa una suma de dinero, un caudal, un bien patrimonial, un monto que se invierte o aporta.
Sin embargo, en términos jurídicos, capital social es una cifra del pasivo de la sociedad que indica una deuda de la sociedad frente a los socios. Desde el punto de vista societario el capital debe ser devuelto, algún día por la sociedad a los socios. Y sirve como garantía a terceros que contraten con la sociedad. 
Patrimonio social es el conjunto de todos los activos y pasivos de la sociedad, que varían durante la vida social.
El patrimonio es el conjunto de los bienes de una sociedad o persona jurídica y de las cargas que lo gravan. Está constituido por bienes de valor económico. Inicialmente se forma con las contribuciones que hacen sus fundadores de bienes en propiedad y luego se incremente o disminuye con los frutos de esos bienes, o con nuevas contribuciones.
Entonces no debe confundirse patrimonio social (realidad económica) con capital social (categoría jurídica).
El capital es el conjunto de los aportes de los socios, integrados en el acto constitutivo o en los plazos convenidos, o en oportunidad de su ampliación o incremento, acto que está sometido a estrictas formalidades legales.
El único momento en que coincide el monto de patrimonio y capital es al momento de la constitución de la sociedad, porque el patrimonio va cambiando y modificándose permanente y automáticamente por el giro ordinario de los negocios
Se entiende al Patrimonio neto o Patrimonio Líquido como la diferencia efectiva entre el valor de los activos y el de los pasivos exigibles a una fecha determinada.

## Principios
En el plano jurídico, el capital se rige por los principios de:
- Desembolso mínimo, exigido por la ley para constituir y continuar con una sociedad mercantil.
- Determinación, indicando su importe.
- Integridad, todo el capital previsto para la creación de la sociedad debe estar  suscrito íntegramente por personas con capacidad para obligarse.
- Estabilidad, la cifra del capital que consta en los estatutos no podrá ser alterada, aumentándola o disminuyéndola sino por las causas y los cauces legalmente establecidos,
- Y realidad, de forma que el número de acciones o participaciones que constituyen el capital social responde a bienes realmente aportados por los socios a la sociedad en la forma legalmente prevista, estando prohibida por tanto la creación de sociedades con un capital ficticio que no responda a aportaciones realmente realizadas por los socios, prohibiendo lo que en su día se hacía, que era crear sociedades con acciones denominadas "liberadas" que en realidad no guardaban correspondencia alguna con una aportación real patrimonial de los socios.

## Partes en que se divide el capital
Varía la denominación de acuerdo a cada tipo social y también de acuerdo a cada legislación, podrán ser:
a. Partes de interés: son cada una de las porciones en que se divide el capital social y corresponde a cada socio en las sociedades de personas humanas, como por ejemplo sociedades colectivas, sociedad en comandita simple, sociedad de capital e industria y la parte del capital comanditado en las sociedades en comandita por acciones.
b. Cuotas: son las partes en que se divide el capital de las S.R.L., son libremente transmisibles salvo disposición en contrario. El contrato de sociedad puede limitar la transmisibilidad pero no prohibirla, pudiendo variar en cada legislación.
c. Acciones: el capital de las S.A. y la parte del capital comanditario de la sociedad en comandita por acciones se divide y representa por títulos accionarios, los cuales deben ser de igual valor y representados por títulos que deben ser emitidos nominativos y no endosables. La acción se caracteriza por estar incorporada a un título; su cesión transfiere la calidad de socio sin necesidad de modificar el contrato y la aceptación por parte de los demás socios.
Pueden ser embargables por los acreedores particulares del socio y se pueden hacer vender.